# زیگمونت خمیه‌لفسکی
زیگمونت خِـمیه‌لفسکی (لهستانی: Zygmunt Chmielewski؛ ‏ تلفظ لهستانی: [ˈzɨɡmunt]؛ ‏ ۱۶ مهٔ ۱۸۹۴ – ۲۶ مهٔ ۱۹۷۸) بازیگر اهل لهستان بود.
از فیلم‌ها یا مجموعه‌های تلویزیونی که وی در آن‌ها نقش داشته‌است، می‌توان به عالی‌جناب، شاگرد مغازه، طرح‌واره‌های زغالی، دختر ژنرال پانکراتوف، مرحله پایانی و دکتر مورک اشاره نمود.